# クリブ・アトウェル
クリブ・アトウェル（Clive Atwell、1988年11月11日 - ）は、ガイアナの男性プロボクサー。フレンドシップ出身。

## アマチュア時代
アマチュア時代の戦績は不明だが、2007年リオデジャネイロで開催されたパンアメリカン競技大会のバンタム級で銅メダルを獲得した実績がある。
2007年、アメリカのシカゴで開催された世界選手権にバンタム級(54kg)で出場するが1回戦敗退。
2009年、イタリアのミラノで開催された世界選手権にバンタム級(54kg)で出場するが1回戦でオスカー・バルデスに敗退。

## プロ時代
2010年1月29日、アトウェルはプロデビューをジョージタウンで行い4回判定勝ちで白星でデビューを飾った。
2010年9月24日、マーク・オースティンと対戦し4回引き分け。
2012年6月29日、空位のガイアナフェザー級王座決定戦をルドルフ・ファーサと行い2回KO勝ちで王座獲得に成功した。
2012年10月26日、プリンス・リー・ルシドレとCABOFEカリブスーパーライト級王座決定戦を行い12回40秒TKO勝ちで王座獲得に成功した。
2012年12月28日、ガイアナ王座の2階級制覇を賭けてガイアナライト級王者レブロン・レイクと対戦し3回KO勝ちで2階級制覇を達成した。
2013年4月20日、WBA世界スーパーフェザー級13位のラファエル・エルナンデスとCABOFEカリブフェザー級王座決定戦を行い12回3-0(119-110、118-112、116-113)の判定勝ちでカリブ王座の2階級制覇を達成し、WBC世界フェザー級ランカー入りを果たす。
2014年5月24日、アトウェル初の海外試合をメキシコアカプルコのコンベンション・センターでWBC世界フェザー級王者ジョニー・ゴンサレスと対戦したが、ゴンザレスが2回にバッティングで負傷した傷が原因で10回0-3(89-99、92-96、90-98)の負傷判定負けで世界王座獲得に失敗した。

## 獲得タイトル
- ガイアナフェザー級王座
- CABOFEカリブスーパーライト級王座
- ガイアナライト級王座
- CABOFEカリブフェザー級王座